# Можгинський ливарний завод
ТОВ «Можгинський ливарний завод» — металургійне підприємство, розташоване у місті Можга на півдні Удмуртії, Російська Федерація.
Адреса: 427793, Удмуртська Республіка, м. Можга, Сюгаїльський проїзд, б.15; т.: (3412) 60-96-12
Підприємство спеціалізується на виробництві ливарних заготовок для деталей різних галузей промисловості. Продукція реалізується по всій території Росії, а також до країн СНД. Підприємство використовує різні види литва:
- литво в кокіль — дозволяє отримати литі заготовки із сірого чавуну марок СЧ10-СЧ25 вагою до 25 кг і алюмінієвих та мідних сплавів, вуглистої та легірованої сталі;
- литво у піщано-глинисті форми — дозволяє отримати чавунне литво марок СЧ10-СЧ25 вагою до 500 кг, марок СЧ20-СЧ30 та ВЧ45, алюмінієва сплави вагою до 100 кг
- точне литво, литво під тиском
- литво за моделями
- литво в оболонкові форми
- художнє литво

Підприємство випускає наступну продукцію:
- пічна гарнітура
- предмети художнього литва
- ковальська продукція